# Brottning vid olympiska sommarspelen 1964
Brottningen vid olympiska sommarspelen 1964 hölls i Tokyo och var uppdelat i två discipliner; grekisk-romersk stil och fristil. Tävlingarna var endast öppna för män. 

## Medaljer

### Medaljsummering
| Plac. | Land            | Guld | Silver | Brons | Totalt antal medaljer |
| ----- | --------------- | ---- | ------ | ----- | --------------------- |
| 1     | Japan           | 5    | 0      | 1     | 6                     |
| 2     | Bulgarien       | 3    | 4      | 1     | 8                     |
| 3     | Sovjetunionen   | 3    | 3      | 3     | 9                     |
| 4     | Turkiet         | 2    | 3      | 1     | 6                     |
| 5     | Jugoslavien     | 2    | 0      | 1     | 3                     |
| 6     | Ungern          | 2    | 0      | 0     | 2                     |
| 7     | Tjeckoslovakien | 0    | 2      | 0     | 2                     |
| 8     | Tyskland        | 0    | 1      | 3     | 4                     |
| 9     | Rumänien        | 0    | 1      | 2     | 3                     |
| 10    | Sverige         | 0    | 1      | 1     | 2                     |
| 11    | Sydkorea        | 0    | 1      | 0     | 1                     |
| 12    | Iran            | 0    | 0      | 2     | 2                     |
| 13    | USA             | 0    | 0      | 1     | 1                     |

## Medaljtabell

### Grekisk-romersk stil , herrar
| Klass                     | Guld                             | Silver                               | Brons                              |
| Flugvikt Detaljer...      | Tsutomu Hanahara · Japan         | Angel Kerezov · Bulgarien            | Dumitru Pârvulescu · Rumänien      |
| Bantamvikt Detaljer...    | Masamitsu Ichiguchi · Japan      | Vladlen Trostianskyj · Sovjetunionen | Ion Cernea · Rumänien              |
| Fjädervikt Detaljer...    | Imre Polyák · Ungern             | Roman Rurua · Sovjetunionen          | Branislav Martinovic · Jugoslavien |
| Lättvikt Detaljer...      | Kazım Ayvaz · Turkiet            | Valeriu Bularca · Rumänien           | David Gvantseladze · Sovjetunionen |
| Weltervikt Detaljer...    | Anatolij Kolesov · Sovjetunionen | Kiril Petkov · Bulgarien             | Bertil Nyström · Sverige           |
| Mellanvikt Detaljer...    | Branislav Simić · Jugoslavien    | Jiří Kormaník · Tjeckoslovakien      | Lothar Metz · Tyskland             |
| Lätt tungvikt Detaljer... | Bojan Radev · Bulgarien          | Per Svensson · Sverige               | Heinz Kiehl · Tyskland             |
| Tungvikt Detaljer...      | István Kozma · Ungern            | Anatolij Rosjtjin · Sovjetunionen    | Wilfried Dietrich · Tyskland       |

### Fristil, herrar
| Klass                     | Guld                                 | Silver                           | Brons                              |
| Flugvikt Detaljer...      | Yoshikatsu Yoshida · Japan           | Chang Chang-Sun · Sydkorea       | Ali Akbar Heidari · Iran           |
| Bantamvikt Detaljer...    | Yojiro Uetake · Japan                | Hüseyin Akbas · Turkiet          | Ajdin Ibragimov · Sovjetunionen    |
| Fjädervikt Detaljer...    | Osamu Watanabe · Japan               | Stantjo Kolev · Bulgarien        | Nodar Chochasjvili · Sovjetunionen |
| Lättvikt Detaljer...      | Enju Valtjev · Bulgarien             | Klaus Rost · Tyskland            | Iwao Horiuchi · Japan              |
| Weltervikt Detaljer...    | İsmail Ogan · Turkiet                | Guliko Sagaradze · Sovjetunionen | Mohammad Ali Sanatkaran · Iran     |
| Mellanvikt Detaljer...    | Prodan Gardzjev · Bulgarien          | Hasan Güngör · Turkiet           | Daniel Brand · USA                 |
| Lätt tungvikt Detaljer... | Aleksandr Medvjed · Sovjetunionen    | Ahmet Ayık · Turkiet             | Said Mustafov · Bulgarien          |
| Tungvikt Detaljer...      | Aleksandr Ivanitskij · Sovjetunionen | Ljutvi Achmedov · Bulgarien      | Hamit Kaplan · Turkiet             |